# 28504 Rebeccafaye
28504 Rebeccafaye è un asteroide della fascia principale. Scoperto nel 2000, presenta un'orbita caratterizzata da un semiasse maggiore pari a 2,3649931 UA e da un'eccentricità di 0,0973711, inclinata di 6,53372° rispetto all'eclittica.